# Stanley Cup 1994
La finale della Stanley Cup 1994 è stata una serie al meglio delle sette gare che ha determinato il campione della National Hockey League per la stagione 1993-94. Al termine dei playoff i New York Rangers, campioni della Eastern Conference, si sfidarono contro i Vancouver Canucks, campioni nella Western Conference. I New York Rangers nella serie finale di Stanley Cup usufruirono del fattore campo in virtù del maggior numero di punti ottenuti nella stagione regolare, 112 punti contro gli 85 dei Canucks. La serie iniziò il 31 maggio e finì il 14 giugno con la conquista da parte dei Rangers della Stanley Cup per 4 a 3.
I Canucks giunsero per la seconda volta nella loro storia alla finale della Stanley Cup dopo la sconfitta patita nel 1982, mentre i Rangers erano alla loro decima apparizione, la prima dal 1979. Grazie alla loro vittoria i Rangers tornarono al successo dopo un'astinenza record di 54 stagioni; per la franchigia di New York si trattò del quarto titolo della NHL. Per il secondo anno di fila un ex capitano degli Edmonton Oilers cercò di diventare il primo giocatore capace di conquistare da capitano la Stanley Cup con due squadre differenti: Wayne Gretzky, che aveva guidato gli Oilers ai primi quattro titoli, l'anno precedente aveva portato in finale i Los Angeles Kings poi sconfitti dai Montreal Canadiens, mentre Mark Messier dei Rangers era stato il capitano degli Oilers in occasione del quinto titolo nel 1990. Per la prima volta quattro giocatori nati e cresciuti in Unione Sovietica poterono sollevare la Stanley Cup.
Al termine della serie il difensore statunitense Brian Leetch fu premiato con il Conn Smythe Trophy, trofeo assegnato al miglior giocatore dei playoff. Egli fu il primo non canadese a conquistare il premio.

## Contendenti

### New York Rangers
I New York Rangers conclusero la stagione regolare al primo posto della Atlantic Division e della Conference, conquistando inoltre il Presidents' Trophy con 112 punti. Nel corso dei playoff sconfissero al primo turno i rivali cittadini dei New York Islanders per 4-0, mentre al secondo i Washington Capitals per 4-0. Nella finale della Conference infine affrontarono i New Jersey Devils e vinsero la serie per 4-3.

### Vancouver Canucks
I Vancouver Canucks conclusero la stagione regolare al secondo posto nella Pacific Division, il settimo nella Conference, totalizzando 85 punti. Al primo turno sconfissero i Calgary Flames, per 4-3, mentre al secondo turno superarono per 4-1 i Dallas Stars. Infine nella finale di Conference sconfissero per 4-1 i Toronto Maple Leafs.

## Serie

### Gara 1
| Arbitro: | Terry Gregson |

|                                         |           |                            |
| Hedican 45:45 Gélinas 59:00 Adams 79:26 | Marcatori | 03:32 Larmer 48:29 Kovalëv |

### Gara 2
| Arbitro: | Bill McCreary |

|               |           |                                           |
| Momesso 14:04 | Marcatori | 06:22 Lidster 31:42 Anderson 59:56 Leetch |

### Gara 3
| Arbitro: | Andy Van Hellemond |

|                                                               |           |            |
| Leetch 13:39, 38:32 Anderson 19:19 Larmer 40:25 Kovalëv 53:03 | Marcatori | 01:03 Bure |

### Gara 4
| Arbitro: | Terry Gregson |

|                                                     |           |                            |
| Leetch 24:03 Zubov 39:44 Kovalëv 55:05 Larmer 57:56 | Marcatori | 13:25 Linden 16:19 Ronning |

### Gara 5
| Arbitro: | Andy Van Hellemond |

|                                                                   |           |                                          |
| Brown 28:10 Courtnall 40:26, 52:20 Bure 42:46, 53:04 Babych 49:31 | Marcatori | 43:27 Lidster 46:20 Larmer 49:02 Messier |

### Gara 6
| Arbitro: | Bill McCreary |

|               |           |                                           |
| Kovalëv 34:42 | Marcatori | 09:42, 48:35 Brown 32:29, 58:28 Courtnall |

### Gara 7
| Arbitro: | Terry Gregson |

|                     |           |                                         |
| Linden 25:21, 44:50 | Marcatori | 11:02 Leetch 14:45 Graves 33:29 Messier |

## Roster dei vincitori
| Vincitori della Stanley Cup 1994 New York Rangers | Portieri: Glenn Healy, Mike Richter Difensori: Brian Leetch (A), Kevin Lowe (A), Doug Lidster, Sergej Zubov, Jeff Beukeboom, Jay Wells, Aleksandr Karpovcev Attaccanti: Adam Graves (A), Esa Tikkanen, Mark Messier (C), Ed Olczyk, Sergej Nemčinov, Craig MacTavish, Mike Hudson, Brian Noonan, Greg Gilbert, Mike Hartman, Nick Kypreos, Joey Kocur, Aleksej Kovalëv, Steve Larmer (A), Stéphane Matteau, Glenn Anderson Staff Tecnico: Mike Keenan (Allenatore), Dick Todd (Ass. allenatore), Colin Campbell (Ass. allenatore) |